# Port Moorowie
Port Moorowie är en ort i Australien. Den ligger i delstaten South Australia, omkring 100 kilometer väster om delstatshuvudstaden Adelaide. Antalet invånare är 387.
Trakten är glest befolkad. Närmaste större samhälle är Yorketown, omkring 14 kilometer nordost om Port Moorowie. 
Genomsnittlig årsnederbörd är 719 millimeter. Den regnigaste månaden är juni, med i genomsnitt 144 mm nederbörd, och den torraste är januari, med 16 mm nederbörd.